# My Name Is (album)
 (février 2018).
Pour les articles homonymes, voir My Name Is (homonymie).
Albums de HollySiz
Rather Than Talking
(2018)
My Name Is est le premier album studio d'HollySiz, sorti le 30 septembre 2013 par les maisons de disques Hamburger Records et EastWest.

## Liste des titres

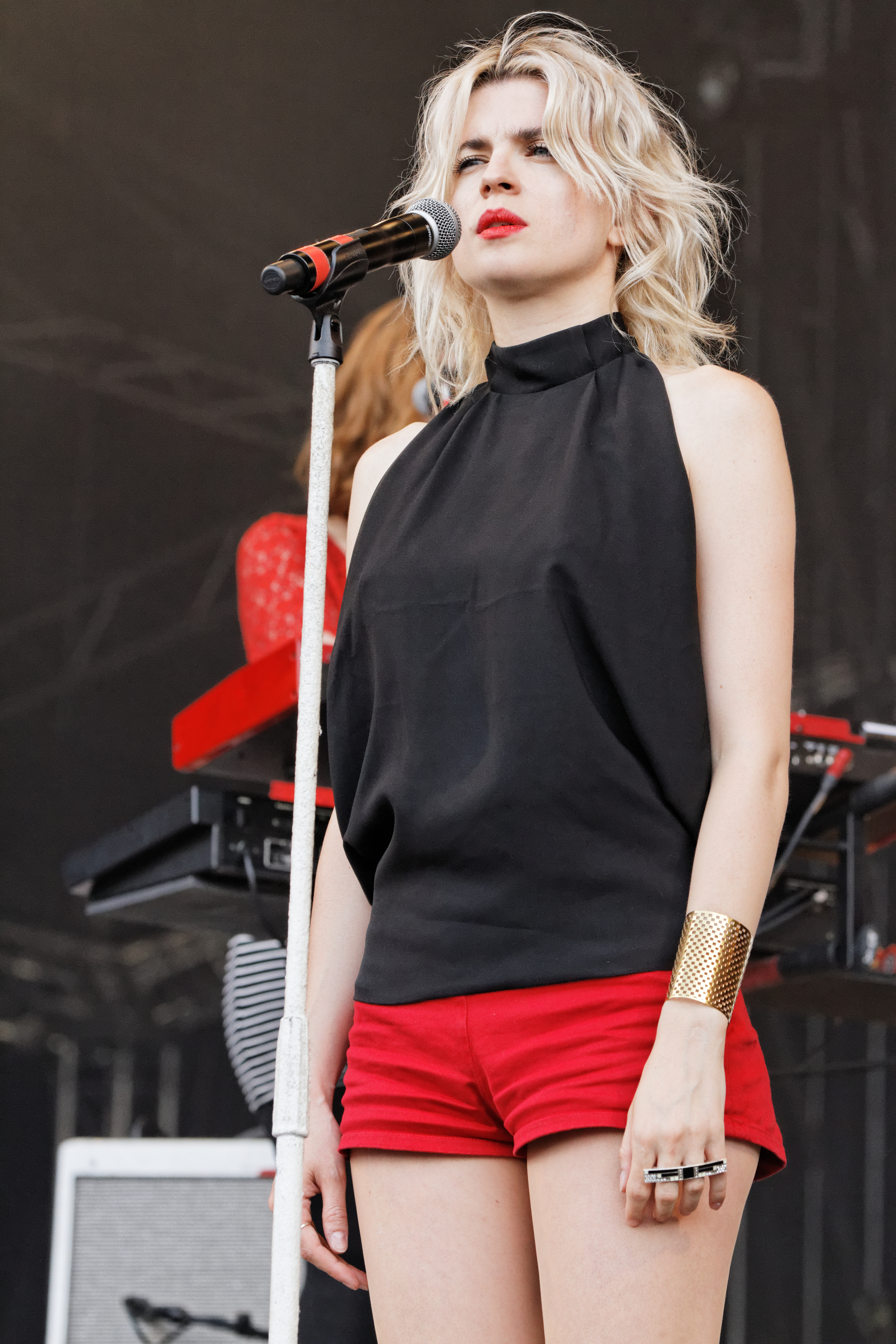
HollySiz en concert au Festival des Vieilles Charrues 2014.

Tous les titres ont été écrits par HollySiz ; composés par HollySiz, Xavier Caux et Yodelice
1. Better Than Yesterday
2. Come Back To Me
3. OK
4. What A Man Hides
5. Tricky Game
6. The Fall
7. Miss Know It All
8. Sponge Friend
9. Hangover
10. The Light
11. A Shot
12. Daisy Duke

## Crédits
Musiciens
- HollySiz : chant ; percussion (piste 7) ; clavier (piste 2, 12)
- Alexandre Maillard : guitare et basse (piste 2, 3, 5, 6, 9 à 11) ; clavier (piste 11)
- Yodelice : guitare et basse (piste 1, 2, 4 à 8, 12) ; percussion  (piste 7)
- Vincent Polycarde : batterie (piste 8)
- David Sztanke : clavier (piste 1, 2, 5 à 7, 9, 10)

Techniciens
- Dimitri Coste : photographie
- David Bascombe : mixage
- Xavier Caux : producteur